# كلايف جيمس
كلايف جيمس (بالإنجليزية: Clive James)‏ هو كاتب أسترالي، ولد في 7 أكتوبر 1939 في كوغارة ‏ في أستراليا.

## وصلات خارجية
- الموقع الرسمي
- كلايف جيمس على موقع IMDb (الإنجليزية)
- كلايف جيمس على موقع ميوزك برينز (الإنجليزية)
- كلايف جيمس على موقع ديسكوغز (الإنجليزية)
- كلايف جيمس على موقع قاعدة بيانات الفيلم (الإنجليزية)